# Tavānkesh
Tavānkesh (persiska: تَوانكِش, توانکش) är en ort i Iran.   Den ligger i provinsen Kurdistan, i den nordvästra delen av landet, 400 km väster om huvudstaden Teheran. Tavānkesh ligger 1 656 meter över havet och antalet invånare är 294.
Terrängen runt Tavānkesh är huvudsakligen kuperad, men åt sydväst är den platt. Runt Tavānkesh är det ganska tätbefolkat, med 65 invånare per kvadratkilometer. Närmaste större samhälle är Kāmyārān, 6,2 km söder om Tavānkesh. Trakten runt Tavānkesh består i huvudsak av gräsmarker.